# Sede titolare di Faleri
Faleri (in latino Faleritana) è una sede titolare della Chiesa cattolica.

## Storia
La primitiva sede dei vescovi di Civita Castellana era la città di Falerii Novi, oggi scomparsa, che si trovava all'incirca a metà strada tra le odierne città di Fabrica di Roma e Civita Castellana (l'antica Falerii Veteres). Verso la fine del X secolo i vescovi trasferirono la loro sede a Civita Castellana pur mantenendo ancora per un certo periodo il titolo di episcopi ecclesiae Falaritanae.
Sul luogo dell'antica città falisca resta l'abbazia cistercense di Santa Maria di Falleri, edificata dopo la fine della diocesi sui resti dell'antica cattedrale.
Dal 1966 Faleri è annoverata tra le sedi vescovili titolari della Chiesa cattolica; dal 20 agosto 1992 l'arcivescovo, titolo personale, titolare è Adriano Bernardini, già nunzio apostolico in Italia e nella Repubblica di San Marino.

## Cronotassi dei vescovi titolari
- Orazio Semeraro † (30 aprile 1967 - 23 agosto 1991 deceduto)
- Adriano Bernardini, dal 20 agosto 1992